# サギノー (ミシガン州)

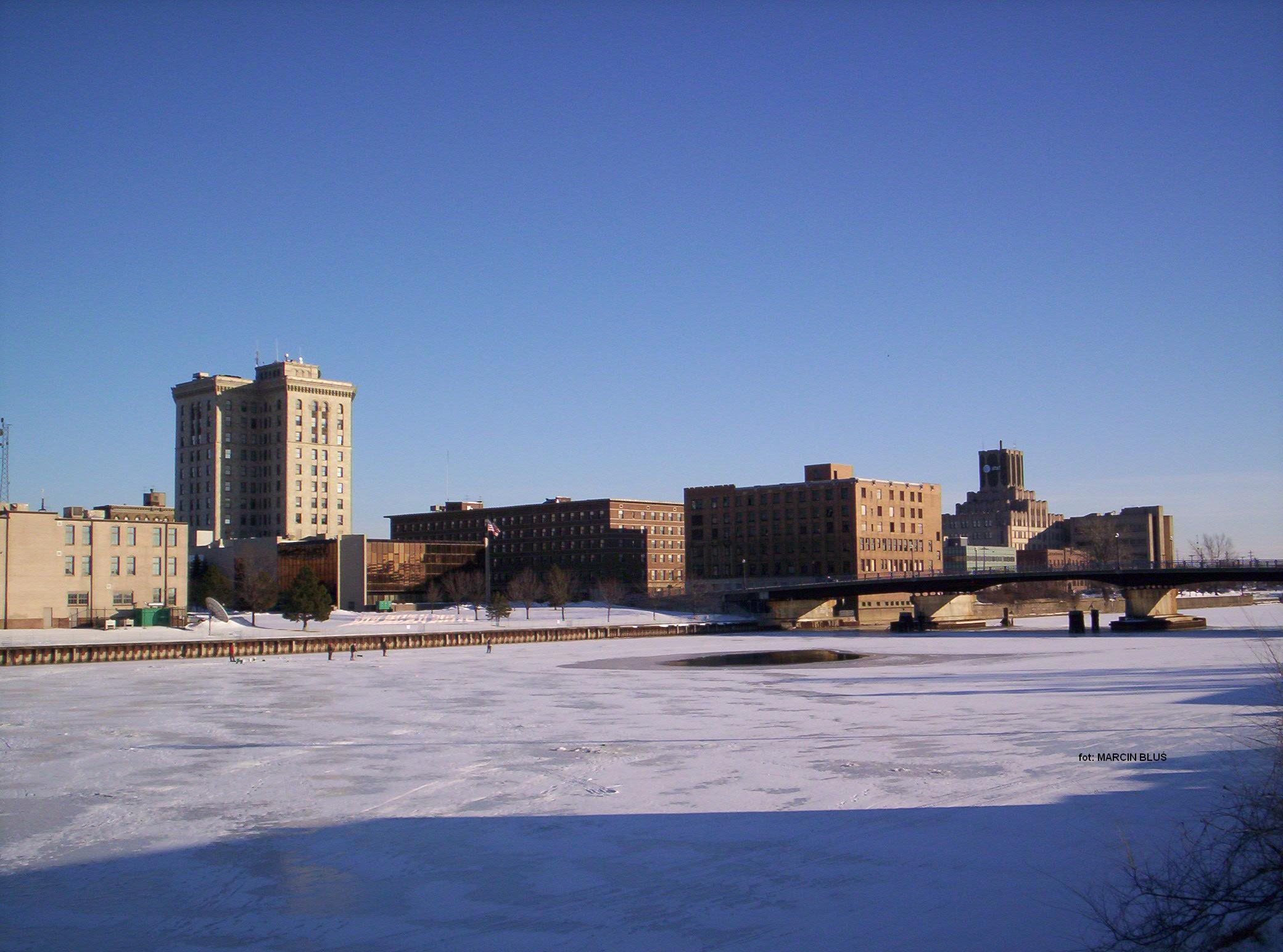
サギノー

サギノー（Saginaw, 英語発音: [ˈsæɡɪnɔː]）は、アメリカ合衆国ミシガン州の都市。サギノー郡の郡庁所在地である。人口は4万4202人（2020年）。デトロイトの北西150キロメートル、フリントの北50キロメートルに位置する。

## 地理

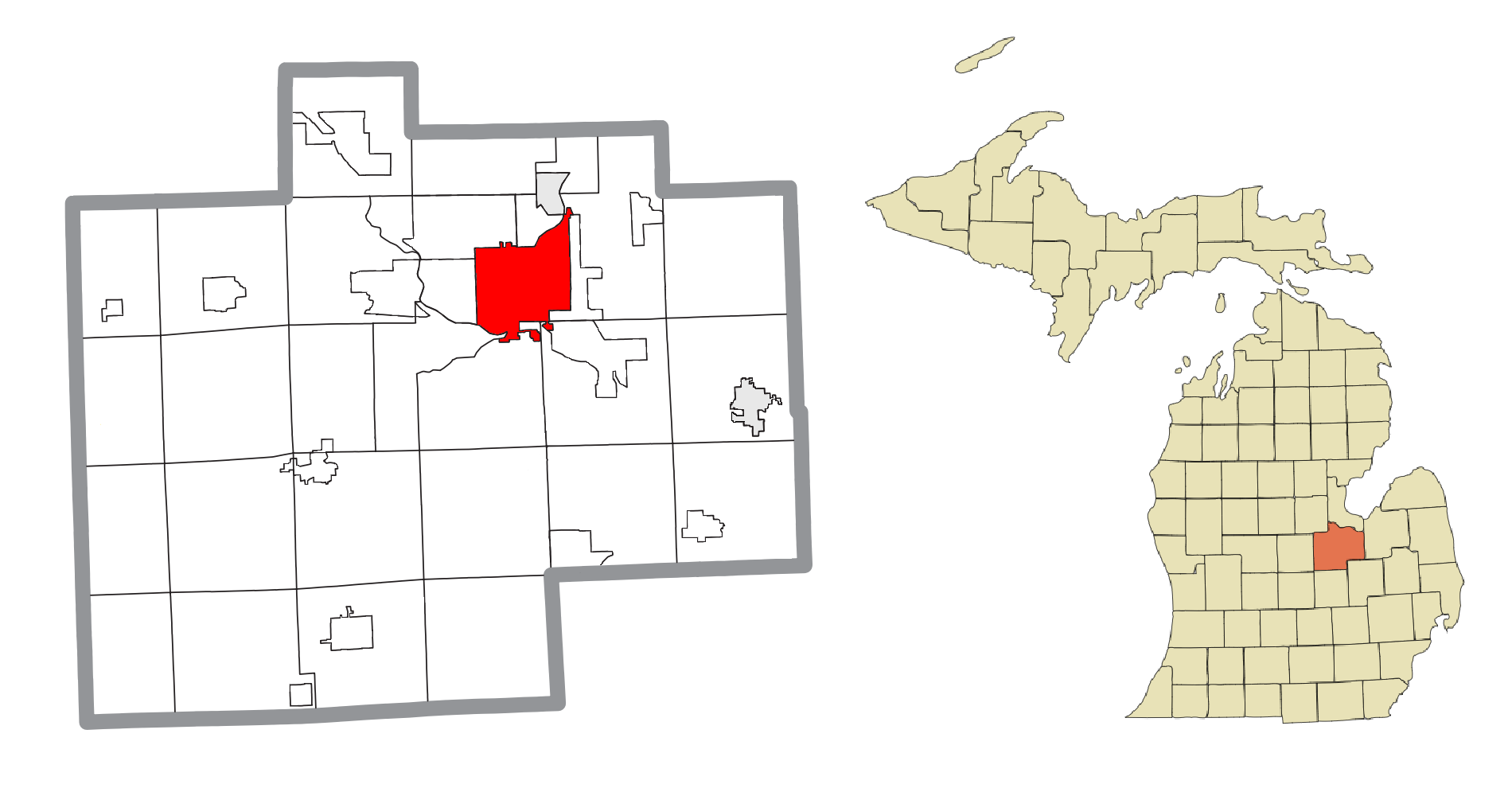
サギノー郡内の位置

アメリカ合衆国統計局によると、市域の総面積は47.1km2 であり、このうち45.2km2が陸、1.9km2が川や湖であるという。サギノー市街は、ヒューロン湖に注ぐサギノー川の河口から30キロメートルほど上流にひろがる。州間高速道路75号線が市街の東部を南北に貫き、その支線が中心業務地区に連絡している。ミッドランド（Midland）、ベイシティ（Bay City）及びサギノー（Saginaw）の中間地点であるフリーランド（サギノーの北西約15kmのところ）にMBS国際空港がある。また、自家用自動車で2時間ほどのところにデトロイト・メトロポリタン・ウェイン・カウンティ空港がある。

## 人種構成
2024年推計によれば、黒人は約46％、白人は約40％、ヒスパニックは約15％だった。

## 教育機関
- サギノーバレー州立大学

四国大学と姉妹校の関係にある。

## 出身著名人
- ケニオン・マーティン (元バスケットボール選手)
- スティーヴィー・ワンダー (歌手)
- セリーナ・ウィリアムズ (テニス選手)
- ジェイソン・リチャードソン (元バスケットボール選手)
- ドレイモンド・グリーン (バスケットボール選手)
- ブライアン・ダーシー・ジェームズ (俳優)

## 姉妹都市
- 徳島県徳島市
1961年12月23日より姉妹都市の関係にある。1986年5月21日には締結25周年を記念し、茶室「阿波鷺能庵」がサギノーにつくられた。
- ハリスコ州サポパン
- アナンブラ州アウカ